# Карека
Карека (5. октобар 1960) бразилски је фудбалер.

## Каријера
Током каријере је играо за Сао Пауло, Наполи и многе друге клубове.

## Репрезентација
За репрезентацију Бразила дебитовао је 1982. године. Наступао је на два Светска првенства (1986. и 1990) с бразилском селекцијом. За тај тим је одиграо 60 утакмица и постигао 29 голова.

## Статистика
| Бразил | Бразил  | Бразил |
| Година | Наступи | Голови |
| ------ | ------- | ------ |
| 1982.  | 4       | 0      |
| 1983.  | 11      | 5      |
| 1984.  | 0       | 0      |
| 1985.  | 7       | 3      |
| 1986.  | 11      | 8      |
| 1987.  | 4       | 2      |
| 1988.  | 0       | 0      |
| 1989.  | 6       | 6      |
| 1990.  | 7       | 3      |
| 1991.  | 1       | 0      |
| 1992.  | 2       | 0      |
| 1993.  | 7       | 2      |
| Укупно | 60      | 29     |